# Anatoli Aliabiev
Anatoli Nikolaïevitch Aliabiev (en russe : Анатолий Николаевич Алябьев), né le 19 décembre 1951 à Danilkovo (oblast d'Arkhangelsk) et mort le 11 janvier 2022 à Saint-Pétersbourg (Russie), est un biathlète soviétique, puis russe Il est double champion olympique en 1980 de l'individuel et du relais.

## Biographie
Anatoliy Alyabyev dispute la première édition de la Coupe du monde pour ses débuts internationaux en 1978, montant sur le podium à Mourmansk en indivduel et le relais.
En 1979, il remporte l'unique titre national de sa carrière sur l'individuel et sa première victoire en Coupe du monde à Sodankylä. L'an suivant, il est appelé pour sa première grande compétition à l'occasion des Jeux olympiques de Lake Placid aux États-Unis, où il est très prolifique avec deux médailles d'or et une de bronze. Sur l'individuel, il obtient une victoire au suspense, onze secondes devant Frank Ullrich, grâce notamment à un dernier tir réussi dont il prend 40 secondes environ à effectuer, alors qu'Ullrich est pénalisé. Il gagne ensuite la médaille de bronze du sprint, gagné par Ullrich puis le titre au relais avec Vladimir Alikin, Alexander Tikhonov, Vladimir Barnashov. En 1981, il se classe deuxième de la Coupe du monde et prend la médaille de bronze du relais aux Championnats du monde de Lahti. Il est de nouveau médaillé de bronze aux Championnats du monde 1982, qui est sa dernière compétition majeure, car forfait pour les Jeux olympiques d'hiver de 1984 à cause d'une pneumonie.
Il devient entraîneur de l'équipe russe dans les années 1990 et publie plus tard des papiers scientifiques.

## Palmarès

### Jeux olympiques
- Jeux olympiques d'hiver de 1980 à Lake Placid :
  -  Médaille d'or à l'individuel.
  -  Médaille d'or au relais.
  -  Médaille de bronze au sprint.

### Championnats du monde
- Championnats du monde 1981 à Lahti :
  -  Médaille de bronze en relais.
- Championnats du monde 1982 à Minsk :
  -  Médaille de bronze en relais.

### Coupe du monde
- 2e du classement général en 1981.
- 7 podiums individuels : 3 victoires, 1 deuxième place et 3 troisièmes places.
- 3 victoires en relais[5].

#### Liste des victoires
3 victoires (1 en sprint et 2 à l'individuel) :
| Saison    | Date            | Lieu               | Discipline                         |
| --------- | --------------- | ------------------ | ---------------------------------- |
| 1978–1979 | 30 mars 1979    | Sodankylä          | 20 km individuel                   |
| 1979-1980 | 16 février 1980 | Lake Placid        | 20 km individuel (Jeux olympiques) |
| 1980–1981 | 24 janvier 1981 | Antholz-Anterselva | 10 km sprint                       |

## Distinction
Anatoliy Alyabyev a reçu l'ordre du Drapeau rouge du Travail.